# Clazziquai
Clazziquai Project (hangeul: 클래지콰이), aussi connu sous le nom Clazziquai, est un groupe expérimental sud-coréen qui combine plusieurs genres, notamment la musique électronique, l'acid jazz et la house. Les premiers albums non-officiels du groupe sont sortis en ligne en 2001, et ont bien été accueillis par les netizens. Ils sont restés un groupe underground avant la sortie de leur premier album Instant Pig en 2004, qui s'est vendu à plus de 80 000 exemplaires. Depuis, leur musique a été utilisée dans des émissions, des publicités et des films.
Clazziquai sont connus pour leurs chansons "Be My Love" et "She Is", que l'on a pu entendre dans le drama coréen My Lovely Samsoon; la dernière est ensuite devenue la chanson-thème du drama. Le groupe a remporté un prix lors du Mnet KM Music Video Festival pour la Meilleure bande-son, et ont été le groupe le plus nommé lors des Korean Popular Music Awards II (2회), remportant le prix d'Artiste de l'année et de Best Pop. Ils ont contribué aux travaux des artistes japonais Fantastic Plastic Machine et M-Flo.

## Histoire

### 2001: Formation
DJ Clazzi, décrit comme "un magicien de la synthétisation de nouveaux sons dans la musique afin de créer de nouveaux genres uniques", a étudié au Capilano College puis a continué ses études au Centre for Digital Imaging and Sound (CDIS). Après avoir décroché son diplôme, il travaille en tant que web designer, et met en ligne sa musique durant son temps libre. Au bout d'un moment, des netizens découvrent sa musique et aiment son côté expérimental, ce qui explique pourquoi Clazziquai a initialement été labellisé comme un "groupe projet".
Les frères et sœurs coréano-canadiens Alex et Christina Chu, qui étaient des connaissances de DJ Clazzi, ont donné leur voix sur les trois premiers courts et expérimentaux albums sortis en ligne, nommés "[gray]", "[red]" et "[retro]". Grâce aux avis positifs reçus des netizens, Clazziquai ont sorti leur premier album officiel "Instant Pig".
Malheureusement, Christina a dû partir du groupe à cause de son travail au Canada, et une chanteuse nommée Horan a pris sa place. Malgré ceci, elle continue à participer occasionnellement aux parties vocales de certains morceaux. Cependant, elle n'est pas considérée comme une membre officielle, mais seulement comme un artiste invité qui n'est pas crédité.

### 2004:Instant Pig
"Instant Pig" a bien été accueilli par la critique. 5 des chansons de l'album ont été utilisées dans 6 publicités télévisées. "Novabossa" fait partie de la bande-son du film coréen "How to Keep My Love" (내 남자의 로맨스) sorti en 2004. Plus de 30 chansons ont été mixées dans le processus de production.
La version anglaise remixée de la chanson, qui se trouve dans l'album remix japonais ZBAM est sortie en 2005, et a plus tard été utilisée dans une publicité télévisée avec David Beckham. Fantastic Plastic Machine a déclaré que Clazziquai était le nouveau groupe à diriger la "Hallyu".

### 2005:Color Your Soul
Durant l'été 2005, les chansons "Be My Love" et "She Is" ont été utilisées dans le célèbre drama coréen My Lovely Samsoon. Cela a eu un impact positif sur les audiences du drama. Clazziquai ont espéré que l'imagination des gens face à leur musique ne dépérirait pas à cause de cette popularité inattendue.
En 2005, Clazziquai sortent leur deuxième album, déclarant qu'"il a une sensation plus crue et plus funky, présentant une combinaison entre l'electro et du genre acoustique". En une semaine, cet album se classe à la 3e place du Kyobo Hot Track List, et 5e dans le Hanter Album Chart.
Cette même année, ils jouent leur propre rôle dans April Snow de Hur Jin-ho (un des personnages principaux est éclairagiste dans des concerts), film qui sortira en 2006 en France.

### 2007–2008:Love Child of the Century
En 2007, "Lover Boy" sort pour le troisième album de Clazziquai, et sera suivi par "Last Tango". Alex devient connu après sa participation dans la populaire télé-réalité coréenne We Got Married, tout comme la chanson "Romeo N Juliet", qui a été utilisée dans le programme. Un album remix, Robotica, est sorti plus tard dans l'année.
Après la sortie de l'album, les membres de Clazziquai étaient tous pris par leur travail individuel, ce qui a donné naissance à des rumeurs comme quoi le groupe allait se séparer. Alex a sorti son premier album solo My Vintage Romance tandis que Horan a rejoint un projet de groupe de musique acoustique nommé Ibadi (이바디) où elle était la chanteuse principale, et ont sorti leur premier album Story of Us.
En 2008, un jeu vidéo pour la PlayStation Portable nommé DJ Max Portable Clazziquai Edition est sorti.

### 2009:Mucho PunketMucho Musica
Début 2009, Clazziquai sort "Wizard of Oz" en tant que part d'une publicité pour LG, déclarant que la chanson figurera sur leur prochain album. Leur quatrième album, Mucho Punk, est sorti en même temps que le single "Love Again", qui est en featuring avec la mannequin américaine Jarah Mariano.
En même temps que Mucho Punk, Clazziquai sort un album japonais, Mucho Musica et ont prévu de sortir un album remix, Mucho Mix, plus tard en 2009.
Le 17 janvier 2012, DJ Clazzi sort son premier album solo, Infant.

### 2013:Blessed
En février 2013, le groupe sort un cinquième album, nommé Blessed, ainsi que les vidéoclips des chansons "Love Recipe" et "Sweetest Name".

### 2014:Blink
En septembre 2014, leur sixième album Blink paraît.

### 2016:Travellers
En septembre 2016, Clazziquai sortent leur septième album, Travellers.

## Membres
- Kim Sung-hoon (김성훈), mieux connu par son nom de scène DJ Clazzi (DJ 클래지), est chargé de la composition, du mixage et de la production des morceaux du groupe.
- Choi Soo-jin (최수진), mieux connue par son nom de scène Horan (호란), est la chanteuse du groupe.
- Chu Hun-gon (추헌곤), mieux connu par son nom de scène Alex (알렉스), est le chanteur du groupe.

## Discographie

### Albums studio
| Titre                                            | Détails sur l'album                                                                                             | Meilleure position | Meilleure position | Ventes        |
| Titre                                            | Détails sur l'album                                                                                             | COR                | JPN                | Ventes        |
| ------------------------------------------------ | --- | ------------------ | ------------------ | ------------- |
| Instant Pig                                      | - Date de sortie: 14 mai 2004 - Label: Fluxus Music, Windmill Entertainment - Formats: CD, téléchargement       | NC                 | —                  | NC            |
| Color Your Soul                                  | - Date de sortie: 22 septembre 2005 - Label: Fluxus Music, Windmill Entertainment - Formats: CD, téléchargement | NC                 | 94                 | NC            |
| Love Child of the Century                        | - Date de sortie: 7 juin 2007 - Label: Fluxus Music, Windmill Entertainment - Formats: CD, téléchargement       | NC                 | 72                 | NC            |
| Mucho Musica                                     | - Date de sortie: 1er juillet 2009 - Label: Fluxus Music, Windmill Entertainment - Formats: CD, téléchargement  | NC                 | 158                | NC            |
| Mucho Punk                                       | - Date de sortie: 14 juillet 2009 - Label: Fluxus Music, Windmill Entertainment - Formats: CD, téléchargement   | NC                 | 158                | NC            |
| Blessed                                          | - Date de sortie: 5 février 2013 - Label: Fluxus Music, Vitamin Entertainment - Formats: CD, téléchargement     | 8                  | —                  | - COR: 4,162+ |
| Blink                                            | - Date de sortie: 18 septembre 2014 - Label: Fluxus Music, KT Music - Formats: CD, téléchargement               | 16                 | —                  | - COR: 1,844+ |
| Travellers                                       | - Date de sortie: 20 septembre 2016 - Label: Fluxus Music, Bugs Corporation - Formats: CD, téléchargement       | 16                 | —                  | - COR: 1,236+ |
| "—" signifie que le morceau ne s'est pas classé. | |                    |                    |               |

### Albums spéciaux
| Titre                                            | Détails sur l'album                                                                                           | Meilleure position | Meilleure position |
| Titre                                            | Détails sur l'album                                                                                           | COR                | JPN                |
| ------------------------------------------------ | --- | ------------------ | ------------------ |
| Beat in Love                                     | - Date de sortie: 13 août 2008 - Label: Fluxus Music - Formats: CD, téléchargement                            | NC                 | 188                |
| Metrotronics avec DJMAX                          | - Date de sortie: 6 novembre 2008 - Label: Fluxus Music, Windmill Entertainment - Formats: CD, téléchargement | NC                 | —                  |
| Taiwan Special Best Of Album 2013                | - Date de sortie: 23 octobre 2013 - Label: Fluxus Music, Avex Taiwan - Formats: CD, téléchargement            | —                  | —                  |
| "—" signifie que le morceau ne s'est pas classé. | |                    |                    |

### Albums remix
| Titre           | Détails sur l'album                                                                                            |
| --------------- | --- |
| Zbam            | - Date de sortie: 25 novembre 2004 - Label: Fluxus Music, Windmill Entertainment - Formats: CD, téléchargement |
| Pinch Your Soul | - Date de sortie: 14 mars 2006 - Label: Fluxus Music, Windmill Entertainment - Formats: CD, téléchargement     |
| Robotica        | - Date de sortie: 11 décembre 2007 - Label: Fluxus Music, LOEN Entertainment - Formats: CD, téléchargement     |
| Mucho Mix       | - Date de sortie: 28 octobre 2009 - Label: Fluxus Music, Universal Music Japan - Formats: CD, téléchargement   |
| Mucho Beat      | - Date de sortie: 26 novembre 2009 - Label: Fluxus Music, Windmill Entertainment - Formats: CD, téléchargement |

### Extended plays
| Titre     | Détails sur l'album                                                                      |
| --------- | ---------------------------------------------------------------------------------------- |
| Love Mode | - Date de sortie: 16 août 2006 - Label: Fluxus Music, Avex - Formats: CD, téléchargement |

### Singles
| Titre                                             | Année | Meilleure position | Album                     |
| Titre                                             | Année | COR                | Album                     |
| ------------------------------------------------- | ----- | ------------------ | ------------------------- |
| "Novabossa"                                       | 2004  | NC                 | Instant Pig               |
| "After Love"                                      | 2004  | NC                 | Instant Pig               |
| "Sweety"                                          | 2004  | NC                 | Instant Pig               |
| "Come to Me"                                      | 2004  | NC                 | Zbam                      |
| "Fill This Night"                                 | 2005  | NC                 | Color Your Soul           |
| "Dancing" (춤)                                    | 2005  | NC                 | Color Your Soul           |
| "Love Mode"                                       | 2006  | NC                 | Pinch Your Soul           |
| "Lover Boy"                                       | 2007  | NC                 | Love Child of the Century |
| "Last Tango"                                      | 2007  | NC                 | Love Child of the Century |
| "In the Middle of Life" (생의 한가운데)           | 2007  | NC                 | Love Child of the Century |
| "Robotica"                                        | 2007  | NC                 | Robotica                  |
| "Beat In Love"                                    | 2008  | NC                 | Beat In Love              |
| "Flea"                                            | 2008  | NC                 | Metrotronics with DJMAX   |
| "Electronics"                                     | 2008  | NC                 | Metrotronics with DJMAX   |
| "The World of Oz"                                 | 2009  | NC                 | Mucho Musica              |
| "Love Again"                                      | 2009  | NC                 | Mucho Punk                |
| "Tell Yourself"                                   | 2009  | NC                 | Mucho Punk                |
| "Ping" (핑)                                       | 2009  | NC                 | Mucho Beat                |
| "La La La"                                        | 2009  | NC                 | Mucho Beat                |
| "Can't Go On My Own" (함께라면) feat. Kim Jin-pyo | 2013  | 36                 | Blessed                   |
| "Sweetest Name"                                   | 2013  | 38                 | Blessed                   |
| "Love Recipe" (러브 레시피)                       | 2013  | 24                 | Blessed                   |
| "Blessed"                                         | 2013  | —                  | Blessed                   |
| "Love Satellite"                                  | 2014  | —                  | Blink                     |
| "Madly"                                           | 2014  | —                  | Blink                     |
| "Still I'm by Your Side" (내게 돌아와)            | 2014  | —                  | Blink                     |
| "Call Me Back" (feat. Baechigi (배치기)           | 2014  | —                  | Blink                     |
| "Crave You"                                       | 2014  | —                  | Blink                     |
| "Android"                                         | 2014  | —                  | Blink                     |
| "I'm Curious" (#궁금해)                           | 2016  | —                  | Travellers                |
| "Speak of Love" (걱정남녀)                        | 2016  | —                  | Travellers                |
| "—" signifie que le morceau ne s'est pas classé.  |       |                    |                           |

### Collaborations
| Année | Titre                           | Artiste                   |
| ----- | ------------------------------- | ------------------------- |
| 2002  | "Coming At Me To Disco"         | Yoo Hee-Yeol              |
| 2004  | "Even Alone" (혼자라도)         | Epik High                 |
| 2005  | "Today's Weather" (오늘의 날씨) | Yoon Jong Shin            |
| 2006  | "Don't You Know?"               | Fantastic Plastic Machine |
| 2007  | "Monologue" (독백)              | Rhyme Bus                 |
| 2007  | "Calling You"                   | Ryohei Yamamoto           |
| 2008  | "Butterfly"                     | Loveholics                |

### Bandes-son
| Année | Titre                 | Album                      |
| ----- | --------------------- | -------------------------- |
| 2003  | "Play Girl"           | Good People OST            |
| 2004  | "Nova Bossa"          | Chocolate Post Office OST  |
| 2004  | "By The Sea" (바다로) | Heong-bu Hurt His Head OST |
| 2005  | "Be My Love"          | My Lovely Sam Soon OST     |
| 2005  | "Stepping Out"        | April Snow OST             |
| 2010  | "Lazy Sunday Morning" | Le Petit Nicolas OST       |

## Récompenses et nominations
| Année | Cérémonie et récompense                                                       |
| ----- | ----------------------------------------------------------------------------- |
| 2005  | - Korean Music Awards: "Artiste de l'Année" - Korean Music Awards: "Best Pop" |

### Mnet Asian Music Awards
| Année | Catégorie               | Travail nommé                    | Résultat   |
| ----- | ----------------------- | -------------------------------- | ---------- |
| 2004  | Best New Group Video    | "Sweety"                         | Nomination |
| 2005  | Best Mixed Group        | "Fill This Night"                | Nomination |
| 2005  | Best OST                | "She Is..." (My Lovely Sam Soon) | Lauréat    |
| 2007  | Best House & Electronic | "Lover Boy"                      | Lauréat    |
| 2007  | Best Mixed Group        | "Lover Boy"                      | Lauréat    |
| 2009  | Best House & Electronic | "Love Again"                     | Nomination |
| 2009  | Best Mixed Gender Group | "Love Again"                     | Nomination |